# Сивучий Камень Восточный
Сивучий Камень Восточный — кекур (столбообразная скала) в Беринговом море Тихого океана. Входит в архипелаг Командорские острова. Находится вблизи северо-восточного побережья острова Медный, в 0,5 км от берега между мысами Сивучий Камень (Благодарный) и Сихтын Яры.
Незаселён. Входит в состав Алеутского муниципального района Камчатского края Российской Федерации; находится на межселенной территории.
Входит в Командорский государственный природный биосферный заповедник.